# شاشة عريضة

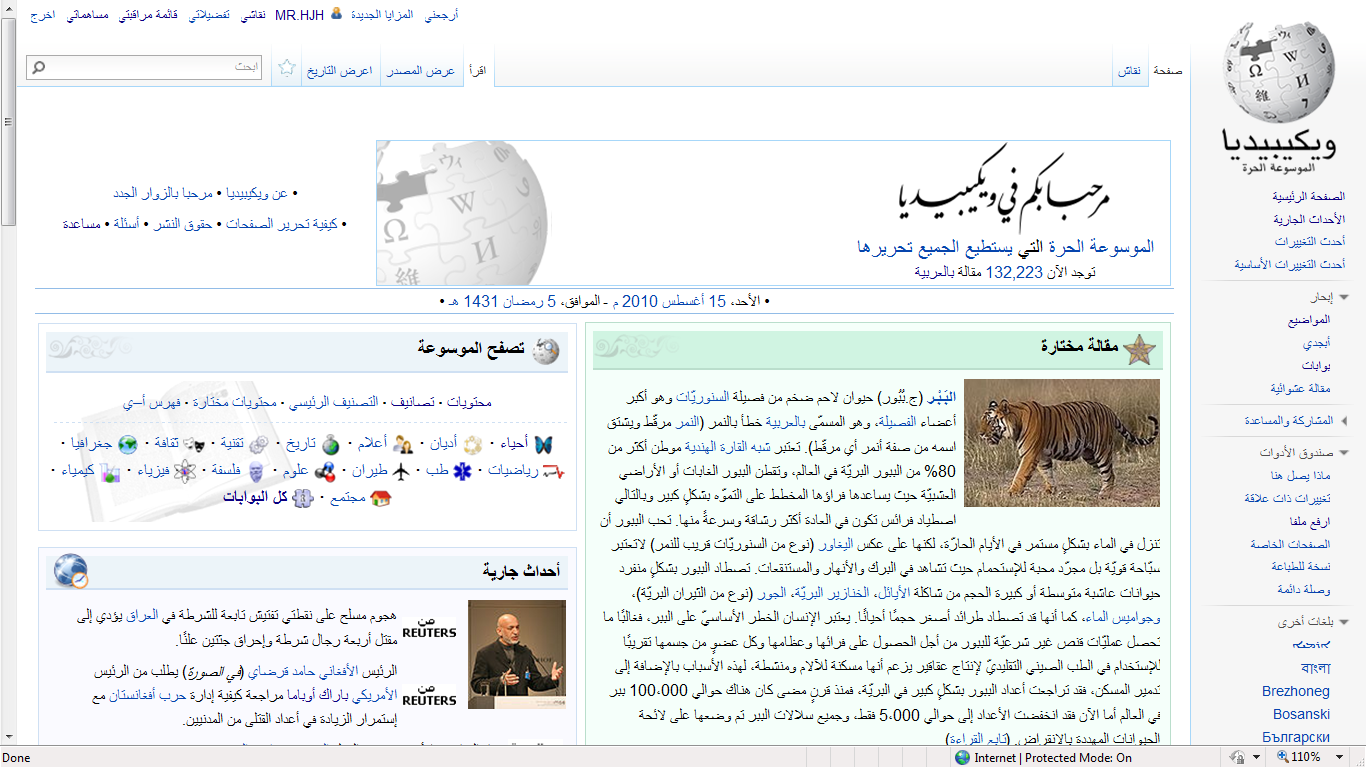
الصفحة الرئيسية لويكيبيديا العربية على شاشة عريضة

الشاشة العريضة (بالإنجليزية: Widescreen)‏ هي حجم فيديو يستخدم عادة في عرض الأفلام.وأيضاً أصبحت رائجةً في التلفزيونات وأشياء أخرى مثل شاشات الكمبيوتر. وغالباً ما تستخدم لأنها تسمح للصورة بالظهور بحجم أكبر في الشاشة.
الشاشة العريضة غالباً تستخدم كلقب لنسبة الارتفاع 16:9 لشاشات التلفزيون. هذا يعني أن إذا كان عرض الشاشة يساوي 16 بوصة فإنه لا بد أن يكون الارتفاع يساوي 9 بوصات.نسبة ارتفاع الشاشة العادية هو 4:3 وهذا يعني أن العرض يساوي 4 بوصات والطول 3 بوصات.بالإضافة لهذه الشاشات الصغيرة، الشاشة يمكن أن تكون بأي حجم بنفس النسبة.مثلاً، شاشة بعرض 32 بوصة وبطول 18 بوصة ولا تزال تعتبر شاشة عريضة.

## اقرأ أيضا
- شاشة فيديو